# Władysław Kurnatowski

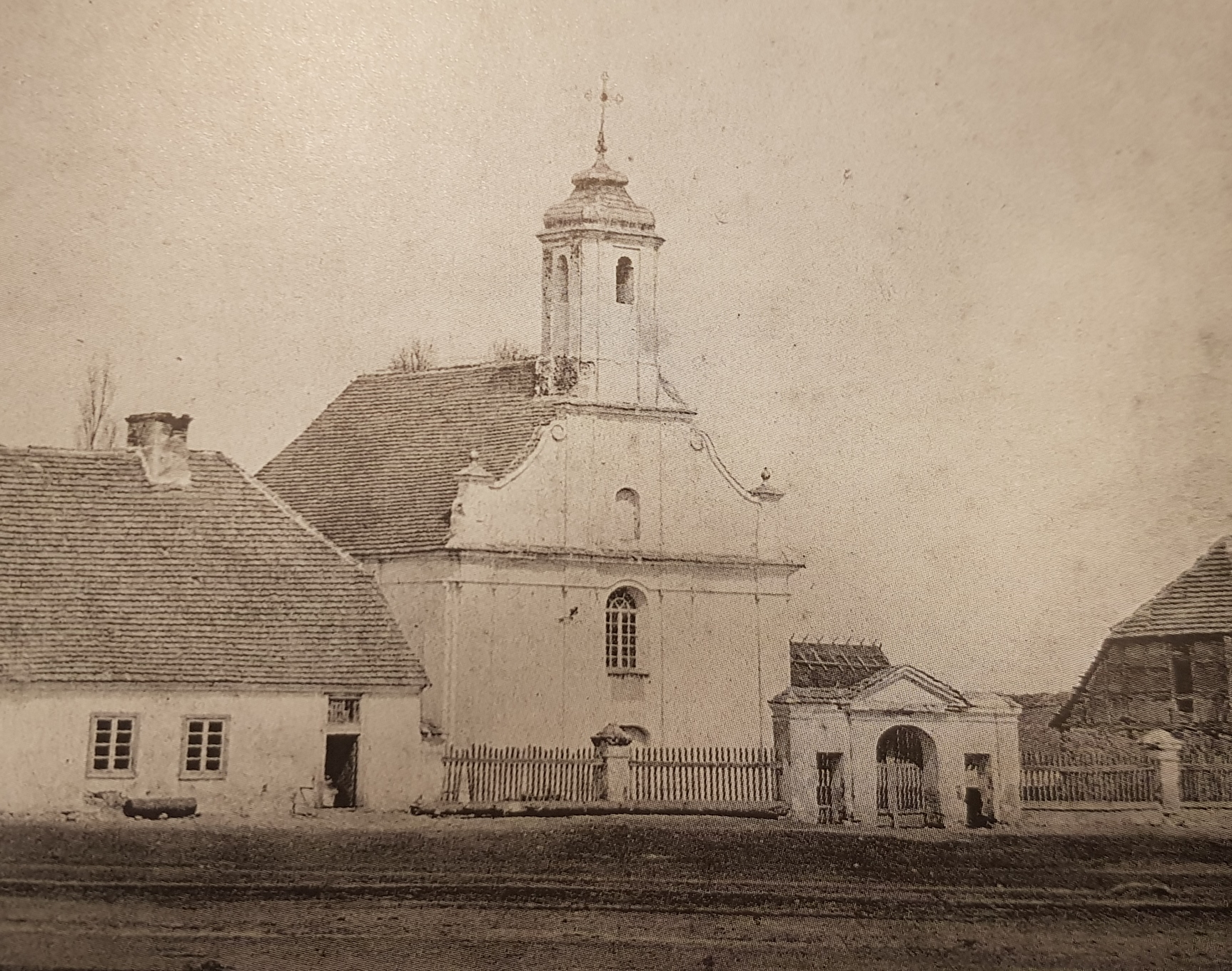
Zbór w Izabelinie, zdjęcie z początku XX wieku

Władysław Józef Kurnatowski z Bytynia herbu Łodzia (ur. 1740, zm. 23 marca 1824 w Izabelinie) – polski duchowny ewangelicko-reformowany, rektor gimnazjum w Słucku, pierwszy proboszcz parafii ewangelickiej w Izabelinie, senior (superintendent) zaniemeński Jednoty Litewskiej.
Władysław Kurnatowski pochodził z litewskiej gałęzi wielkopolskiej rodziny szlacheckiej Kurnatowskich herbu Łodzia. Był synem Bogusława Kurnatowskiego (1708–1777) i Aleksandry z domu Hazler (zm. 1791). Kształcił się w gimnazjum w Słucku, potem w Gimnazjum Joachimstalskim w Berlinie, a w latach 1770–1773, dzięki stypendium królowej duńskiej, studiował teologię na uniwersytecie w Maburgu.
Po 1773 został ordynowany na diakona i mianowany konrektorem gimnazjum w Kiejdanach; głosił też kazania w języku niemieckim. Mimo że o jego ordynacji na pastora zdecydowano na synodzie w 1774 roku, ordynowany został w roku następnym. Także w 1775 roku został przeniesiony do dystryktu nowogródzkiego, gdzie objął stanowisko konrektora gimnazjum w Słucku; w 1777 został rektorem tej szkoły. Od 1780 był kaznodzieją zboru słuckiego. 
W 1781 roku został pierwszym pastorem nowo utworzonej parafii w Izabelinie, gdzie pozostał do 1786 roku. W latach 1786–1796, na prośbę kolatorów tamtejszej parafii, był kaznodzieją w Kielmach.  
W 1793 roku został wybrany na konseniora żmudzkiego, a w 1796, ponownie objąwszy parafię w Izabelinie (gdzie pozostał aż do śmierci) – podlaskiego. Po III rozbiorze Polski, gdy z powodu przejęcia części ziem przez Prusy nastąpiła reorganizacja struktur Jednoty Litewskiej i dystrykt podlaski przestał formalnie istnieć, a parafia w Izabelinie wraz z innymi została włączona do dystryktu zaniemeńskiego, od synodu w 1799 roku Kurnatowski był konseniorem zaniemeńskim.
W 1804 synod powierzył Kurnatowskiemu przygotowanie nowego kancjonału, zawierającego także zbiór modlitw. Wydawnictwo ukazało się w 1810 w Królewcu pod tytułem Piosennik z modlitewnikiem, to jest zbiór pieśni i modlitw do nabożeństwa i było używane w polskojęzycznych zborach Jednoty Litewskiej przez następne pół wieku. 
Synod 1811 roku wybrał Kurnatowskiego na seniora zaniemeńskiego. Od 1813 roku był też kasjerem generalnym Jednoty. W latach 1814–1817 dodatkowo sprawował opiekę nad parafią w Bielicy. 
W latach 20. XIX wieku, z uwagi na postępującą chorobę (prawdopodobnie gruźlicę) powoli rezygnował z pełnionych stanowisk. Zmarł 26 marca 1824 roku w Izabelinie i tam został pochowany na cmentarzu przy zborze ewangelickim.
Był dwukrotnie żonaty. Z pierwszą żoną, Katarzyną z domu Estko (1760–1806), miał pięcioro synów: Jana Michała (1781–1782), Bogusława Samuela (1783–1820), także pastora, Aleksandra Hieronima (1784–1808), Krzysztofa Teodora (1785–1786) i Felicjana Władysława (1788–1856), podpułkownika wojsk rosyjskich. Z drugą, Reginą Felicjaną Szwarc z domu Bieniaszewską, wdową (1775–1825) – troje dzieci: Dorotę Joannę (1809–1867), Aleksandra Krzysztofa (1812–1851) oraz Joannę Karolinę (1818–1846).  